# Kay Scarpetta (romanzo)
Kay Scarpetta (Scarpetta) è un romanzo della scrittrice statunitense Patricia Cornwell pubblicato nel 2008.

## Trama
La notorietà di Kay Scarpetta induce Oscar Bane, un nano incolpato dell'omicidio della fidanzata, a chiedere che la prima visita medica gli venga effettuata dalla famosa anatomopatologa. Kay accorsa a New York ben presto si convince dell'innocenza di Oscar, ma gli indizi sono tutti contro di lui ed inoltre un sito di gossip sembra specializzato nel demolire la figura dell'accusato.
Questa volta una complessa macchinazione messa in piedi da un unico uomo, che è più vicino agli inquirenti di quanto sembri, verrà scoperta lasciando però Lucy, la nipote di Kay, gravemente ferita.

## Edizioni
- Patricia Cornwell, Kay Scarpetta, Arnoldo Mondadori Editore, 2008, ISBN 88-04-583363).